# آروو نارونن
آروو نارونن (فنلاندی: Arvo Närvänen; ۱۲ فوریهٔ ۱۹۰۵ – ۴ آوریل ۱۹۸۲) بازیکن فوتبال اهل فنلاند بود.
وی همچنین در تیم‌های ملی فوتبال فنلاند، و فنلاند، بازی کرده‌است.